# Río Guadalmina
Río Guadalmina este o arie protejată (arie specială de conservare — SAC, sit de importanță comunitară — SCI) din Spania întinsă pe o suprafață de 45,76 ha, integral pe uscat.

## Localizare
Centrul sitului Río Guadalmina este situat la coordonatele 36°29′54″N 5°01′12″W / 36.4983°N 5.0201°V.

## Înființare
Situl Río Guadalmina a fost declarat sit de importanță comunitară în decembrie 2000 pentru a proteja 1 specie de plante și 9 specii de animale. Situl a fost protejat și ca arie specială de conservare în ianuarie 2015.

## Biodiversitate
Situată în ecoregiunea mediteraneană, aria protejată conține 6 habitate naturale: Tufărișuri termo-mediteraneene și de pre-deșert, Pante stâncoase silicioase cu vegetație casmofită, Galerii și tufărișuri riverane sudice (Nerio-Tamaricetea și Securinegion tinctoriae), Dehesas cu Quercus spp. perene, Păduri de Olea și Ceratonia, Matorral arborescenți cu Juniperus spp..
La baza desemnării sitului se află mai multe specii protejate:
- plante (1): Galium viridiflorum
- păsări (1): pescăruș albastru (Alcedo atthis)
- amfibieni (1): Discoglossus galganoi
- mamifere (2): vidră de râu (Lutra lutra), liliacul mare cu potcoavă (Rhinolophus ferrumequinum)
- nevertebrate (3): fluturele auriu (Euphydryas aurinia), Gomphus graslinii, Oxygastra curtisii
- pești (1): Pseudochondrostoma willkommii
- reptile (1): Mauremys leprosa

Pe lângă speciile protejate, pe teritoriul sitului au mai fost identificate 1 specie de amfibieni.